# Bárány Tamás
Bárány Tamás (Budapest, 1922. március 21. – Budapest, 2004. november 10.) magyar író, költő.

## Életpályája
A nemesi címet viselő rendesi Bárány családból származott. Apja fővárosi tisztviselő, apai nagyapja pedagógus, egy krisztinavárosi elemi iskola igazgatója volt.
1937-től publikált verseket. A Budapesti I. kerületi Verbőczy István Gimnáziumban érettségizett (1940). 1940 és 1946 között a Pázmány Péter Tudományegyetem Bölcsészettudományi Karán tanult. 1941-től 1943-ig a kolozsvári Ferenc József Tudományegyetem Jogtudományi Karának hallgatója volt. 1941 és 1945 között fővárosi tisztviselő, 1945-ben a Világosság munkatársa volt. 1946–1947-ben könyvtárosként dolgozott. 1947–1948-ban a Budapest című folyóirat segédszerkesztője volt. 1950–1951-ben az Új Magyar Könyvkiadó, majd 1955–1956-ban a Magvető Könyvkiadó szerkesztője volt. 1956-tól szabadfoglalkozású író lett. 1956–1957-ben az Írószövetség ellenőrző bizottsági elnöke volt. 1968 és 1986 között az érdekvédelmi bizottság elnöke volt. 1970 és 1995 között a választmány tagja volt. 1970 és 1989 között a Szerzői Jogvédő Hivatal elnökségi tagja volt. 1971-től a Jogi Szakértői Testület elnökségi tagja volt. 1972 és 1988 között az Írók és Zeneszerzők Nemzetközi Szövetségének Irodalmi Tanácsának tagja volt. 1975 és 1991 között az Irodalmi Alap vezetőségi tagja volt. 1989-től a PEN Club alelnöke volt. 1989 és 1992 között a Művészeti Alap választmányi tagja volt. 1991 és 1993 között a Magyar Alkotóművészek Országos Egyesületének felügyelőbizottsági elnöke volt.

## Munkássága
Első regénye (És megindulnak a hegyek) 1947-ben szürrealista volt; a fasizmusról mondott véleményt. Később inkább a nagyrealizmus jellemezte (Húsz év). A magánélet intenzív ábrázolásával és társadalmi távlatba állításával találta meg írói hangját (Csigalépcső). Később kedvenc témájává váltak a nemzedéki kérdések (Apátlan nemzedék, 1960, Velünk kezdődik minden, 1969). A Város, esti fényben (1968) című fiktív riportregénye kritikus hangon szól a szocialista iparváros gondjairól. Szellemesség, irónia jellemzi irodalmi paródiáit (Félszárnyú Pegazus, 1982).
50 kötete jelent meg, egy tucat színdarabja került bemutatásra. Rádió- és tévéjátékok szerzője, öt regényéből filmet forgattak (Csigalépcső, A világ közepe, Mi lesz veled, Eszterke?, Velünk kezdődik minden, A fészek melege).
Emlékezésekből, interjúkból önéletrajzi kötetet állított össze (Villanófény, 1987). Műveit cseh, francia, lengyel, német, orosz nyelven is kiadták.

## Művei

### 1944-ig
- Álomváros. Versek; Pátria, Budapest, 1937
- Lassú nyár. Versek; Cserépfalvi, Budapest, 1941
- Szélcsend. Regény; Bersenyi, Budapest, 1943

### 1945–1956
- És megindulnak a hegyek. Regény; Magyar Téka, Budapest, 1947
- Válj bennem verssé!; Officina, Budapest, 1948
- A szerelem komédiája (színmű, bemutató: Budai Színház, 1947)
- Farkasok; Ifjúsági, Budapest, 1952 (Hazáért és szabadságért)
- Fiatalok. Színmű; Népszava, Budapest,  1953 (Műsorfüzet)
- Rákóczi zászlai. Regény; Ifjúsági, Budapest, 1955
- Húsz év. Regény; Szépirodalmi, Budapest, 1955
- Kormányválság Paranában; Magvető, Budapest, 1955 (Vidám könyvek) (regény, 1955, cseh nyelven: 1960)
- Mihályka. Színmű; Népszava, Budapest, 1955 (Színjátszók könyvtára)
- Csigalépcső. Regény; Szépirodalmi, Budapest, 1956

### 1957–1989
- Csigalépcső (regény, 1956, film: 1957, németül: 1976)
- Sírás. Elbeszélések; Magvető, Budapest, 1957
- Rettentő Misi; Móra, Budapest, 1958
- A második kakasszó (dráma, bemutató: Jókai Színház, 1958)
- Űzött vad. Regény; Magvető, Budapest, 1959
- Apátlan nemzedék. Regény; Magvető, Budapest, 1960 (cseh nyelven: 1965)
- A világ közepe (mesejáték, bemutató: Debreceni Csokonai Színház, 1961)
- Iratlan törvény. Kisregény; Magvető, Budapest, 1962
- Kis ház a szigeten. Regény; Móra, Budapest, 1963
- A fiam nem a lányom / Szerencsés flótás / Kutyaharap; Szépirodalmi, Budapest, 1964 (kisregény és elbeszélés, 1964 – vígjáték, bemutató: Katona József Színház: 1965, csehül: 1967)
- Kutyaharap (kisregény, 1964)
- Farkasok (dráma, bemutató: Budapest, 1965)
- A fiam nem a lányom. Vígjáték; rend. utószó Mann Lajos; Népművelési Intézet, Budapest, 1965 (Színjátszók kiskönyvtára)
- ...és így írunk mi!; Magvető, Budapest, 1965
- Tengerparti nyár. Válogatott novellák; Szépirodalmi, Budapest, 1966
- Ágytól – asztaltól; Szépirodalmi, Budapest, 1967
- Sziget; Szépirodalmi, Budapest, 1967
- Nem születtem grófnak (vígjáték, bemutató: Déryné Színház, 1968)
- Város, esti fényben. Regény; Szépirodalmi, Budapest, 1968  (regény, 1968, franciául: 1976, lengyelül: 1980, románul: 1990)
- Palackposta. Mesék, felnőtteknek; Magvető, Budapest, 1968
- Rendhagyó feltámadás (színmű, 1968)
- Napraforgó, napkeleti királyasszony (tragikomédia, bemutató: Déryné Színház, 1969)
- Futótűz. Keserű komédia; rend. utószó Dániel Ferenc; NPI, Budapest, 1969 (Színjátszók kiskönyvtára)
- Téves kapcsolás; Szépirodalmi, Budapest, 1969
- Velünk kezdődik minden. Regény; Szépirodalmi, Budapest, 1969 (A Magvető és a Szépirodalmi Könyvkiadó zsebkönyvtára)
- Tornádó; Magvető, Budapest, 1970
- A szülő is ember (vígjáték, bemutató: Vidám Színpad, 1971)
- Asszonyok mesélik (forgatókönyvíró, magyar tévéfilm, 77 perc, 1971)
- Férfiak mesélik... (forgatókönyvíró, magyar tévéfilm, 89 perc, 1972)
- Fényes rokonság. Regény; Szépirodalmi, Budapest, 1972
- Több órás napsütés (vígjáték, bemutató: Vidám Színpad, 1973)
- Nagy idők tanúja; Magvető, Budapest, 1974
- Kitagadottak. Regény; s.n., Budapest, 1975 (Kozmosz könyvek)
- Emberi hang; Szépirodalmi, Budapest, 1975
- Csigalépcső. Regény; Szépirodalmi, Budapest, 1976 (Szépirodalmi zsebkönyvtár)
- Vendégjáték; Szépirodalmi, Budapest,  1977
- Város, esti fényben (színmű, bemutató: Jókai Színház, 1976, Harkov, 1978)
- A bíró. Regény; Szépirodalmi, Budapest, 1978
- Két regény / Város, esti fényben / Velünk kezdődik minden; Magvető–Szépirodalmi, Budapest, 1979 (30 év)
- Villa a Balatonnál; Kozmosz Könyvek, Budapest, 1979
- A világ közepe; Móra, Budapest, 1980
- Másfél szoba összkomfort. Regény; Szépirodalmi, Budapest, 1980
- A világbíró király. Az Ezeregyéjszaka ezerkettedik éjszakája; Móra, Budapest, 1980
- Félszárnyú Pegazus. A XX. századi magyar prózairodalom onto-, anto- és antilógiája. Apokrif szöveggyűjtemény; Magvető, Budapest, 1982
- Zsonglőrök. Három kisregény / Fényes rokonság / Rendhagyó feltámadás / Nagy idők tanúja; Szépirodalmi, Budapest, 1982
- A fészek melege; Kozmosz Könyvek, Budapest, 1983
- Fortuna kegyeltje; Kossuth, Budapest, 1983
- Egy életen át (válogatott elbeszélés, 1986)
- Nászajándék (komédia, bemutató: Szegedi Nemzeti Színház, 1987)
- Villanófény; Kozmosz Könyvek, Budapest, 1987
- Aki feltámadott. Regény; Szépirodalmi, Budapest, 1989

### 1990–
- Trójában háború volt? Regény; Berger, Budapest, 1992
- Megjelenés fehér szmokingban. Regény; Nesztor, Budapest, 1993
- Két emberöltő. A szerző válogatása életművéből; Trikolor–Intermix, Budapest–Ungvár, 1994 (Örökségünk)
- A férfi Názáretból. Regény; Orpheusz, Budapest, 1997
- Kis magyar irodalomtöri. Válogatott paródiák; Hét Krajcár, Budapest, 1998
- Zsibvásár. Versek prózában; Hét Krajcár, Budapest, 2000
- Válogatott novellák; Belvárosi, Budapest, 2000
- Lázadók. Három regény / Brutus / A világbíró király / Velünk kezdődik minden; Összmagyar Testület, Budapest, 2002
- Az évszázad vándora. Két dráma; CET Belvárosi, Budapest, 2004

### Bárány Tamás munkái(1984–1990)
Bárány Tamás munkái; Szépirodalmi, Budapest, 1984–1990
- Csigalépcső. Három regény / Íratlan törvény / Sziget; 1984
- Másfél szoba összkomfort. Három regény / Űzött vad / Kitagadottak; 1985
- Egy életen át. Válogatott novellák; 1986
- Palackposta / Sírás. Regény / Palackposta. Mesék felnőtteknek / A világbíró király. Az Ezeregyéjszaka ezerkettedik éjszakája / Rongyszőnyeg. Karcolatok / A bíró. Regény; 1987
- Város, esti fényben. Két regény / Velünk kezdődik minden; 1988
- Fényes rokonság. Vidám regények / Kutyaharap / A fészek melege / Fortuna kegyeltje; 1990

## Díjai, elismerései
- Gábor Andor-díj (1972)
- A Munka Érdemrend arany fokozata (1978)
- A Móra Könyvkiadó Nívódíja (1981)
- A Magyar Köztársasági Érdemrend tisztikeresztje (1992)
- A Művészeti Alap Irodalmi Nagydíja (1993)
- Arany János-díj (1996)
- Fityisz-díj (1997)